# Sphaeriodesmus cruzbelem
Sphaeriodesmus cruzbelem är en mångfotingart som beskrevs av Shear 1974. Sphaeriodesmus cruzbelem ingår i släktet Sphaeriodesmus och familjen Sphaeriodesmidae. Inga underarter finns listade i Catalogue of Life.